# Турухан (авиакомпания)
Турухан — российская региональная авиакомпания, образованная в сентябре 2001 года на базе Туруханского ГУАП.

## История
Первоначально являлась оператором вертолётов Ми-8.
С 2012 года авиакомпания перешла к группе ЮТэйр.
В 2015 году Турухан получил флот авиакомпании «КАТЭКАВИА», на базе которой в дальнейшем был образован новый перевозчик — Azur Air. По состоянию на 30 января 2015 года, в парк авиакомпании Турухан были переведены 19 самолётов Ан-24РВ, один Ан-26Б, один Ан-26-100, три Ту-134А и один Ту-134А-3.
В том же году авиакомпания приобрела первый Як-42.
Авиакомпания Турухан выполняет чартерные и регулярные авиаперевозки пассажиров и багажа на самолётах и вертолётах.
В 2017 году авиакомпания выполнила 8 753 рейса и перевезла 256 тысяч пассажиров.
По состоянию на январь 2022 года, размер флота авиакомпании Турухан составляет 12 воздушных судов. Из них 6 на хранении.

## Флот

### Текущий флот
По состоянию на январь 2022 года, флот авиакомпании состоит из следующих судов: